# La Vega (León)
La Vega  (zona denominada originariamente “La Vega de Armunia”) es un barrio de la Ciudad de León, en España.

## Localización
Situado en el sector León Oeste, se encuentra entre los barrios de El Crucero y de La Sal debiendo su nombre a que el barrio fue formándose en la zona que se denominaba La Vega de Armunia en la antigua carretera de Zamora. El barrio cuenta con un núcleo de población que ronda los 15.000 habitantes y se reparte entre los municipios de León capital de y San Andrés del Rabanedo. En el barrio está situada la parroquia de San Francisco de la Vega, que recientemente cumplió su centenario, y la famosa cofradía de Santo Cristo del Perdón.

## Historia

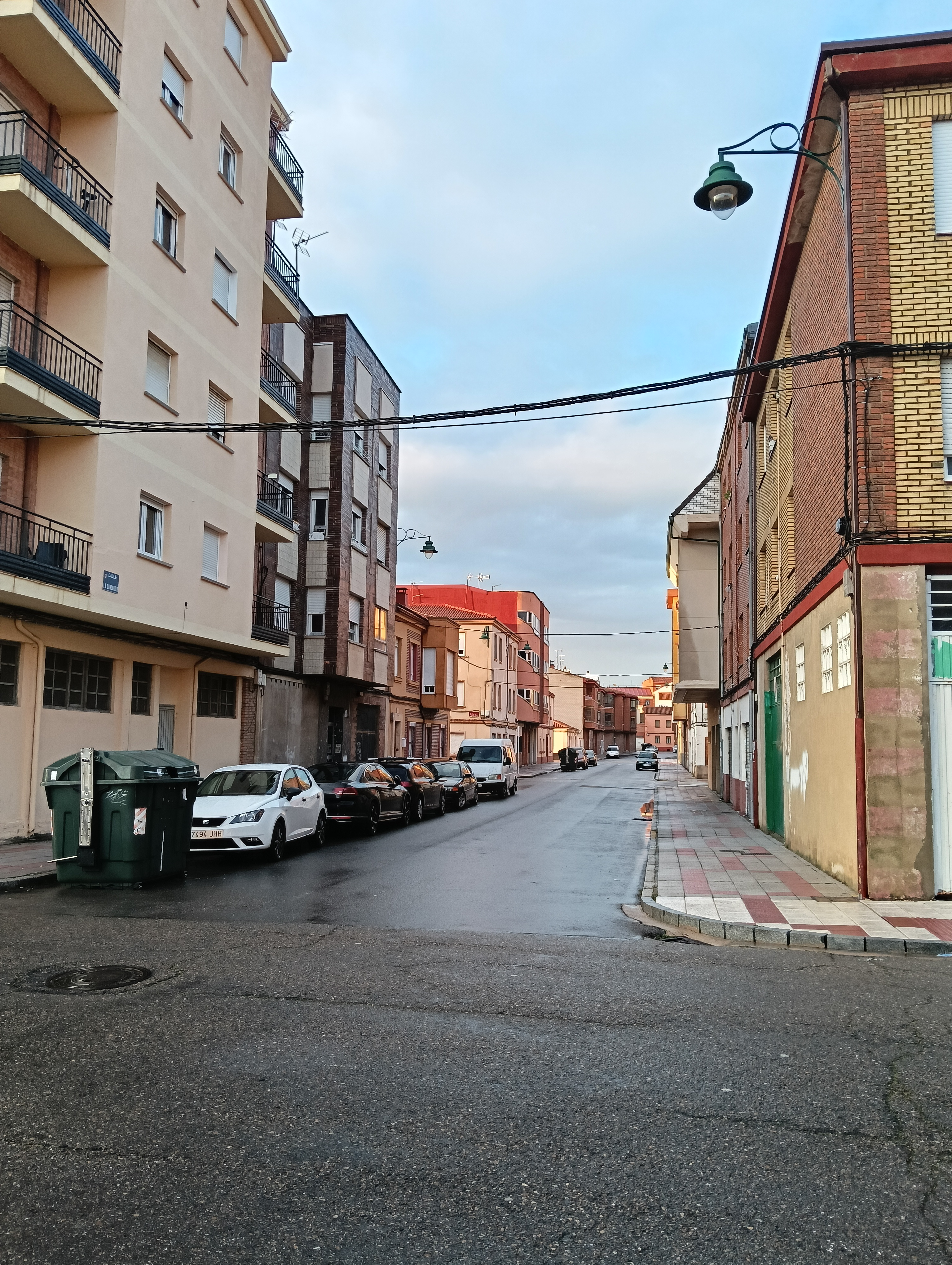
Vista de la calle Concordia en el Barrio de La Vega

El barrio creció a raíz de la llegada al barrio de gentes del resto de la provincia de León que iban a trabajar en el ferrocarril o en la ya desaparecida Azucarera de Santa Elvira. La llegada del ferrocarril a León y la instalación de la estación y los talleres de vagones, locomotoras y servicios auxiliares, concentró un importante núcleo de población, (gallegos, asturianos, extremeños y andaluces), emigrantes de la provincia y de regiones próximas, llegados a esta demarcación a las afueras de la ciudad de León. Los límites entre los barrios de La Vega, La Sal y El Crucero son muy confusos a día de hoy, debido al ferrocarril y a que los tres barrios están situados en los límites municipales de León y San Andrés del Rabanedo, donde hay calles como Doña Urraca, Orozco o la calle Sahagún que están situadas en los dos municipios.

## Actualidad
El por entonces alcalde de la ciudad, Francisco Fernández llegó a un acuerdo con la empresa Ebro, propietaria de las ruinas de la Azucarera Santa Elvira, por el que el Ayuntamiento se quedó con la fábrica para convertirla en el  palacio de congresos y exposiciones, situado en la avenida Doctor Fleming y que se inauguró en 2018.